# Cyanandrium
Cyanandrium es un género de plantas fanerógamas pertenecientes a la familia Melastomataceae con cinco especies.

## Taxonomía
El género fue descrito por Otto Stapf y publicado en Hooker's Icones Plantarum, en el año 1895.